# Monumento às Bandeiras
Das Monumento às Bandeiras ist ein Denkmal in der brasilianischen Stadt São Paulo. Es steht auf der elliptischen Praça Armando de Sales Oliveira, unmittelbar nördlich des Parque do Ibirapuera. Der Entwurf stammt von dem italienisch-brasilianischen Bildhauer Victor Brecheret.

## Geschichte
Der Bau des Monuments begann schon 1921 unter dem damaligen Gouverneur des Bundesstaates São Paulo und späteren brasilianischen Präsidenten Washington Luís Pereira de Sousa. Es sollte zum 100. Jahrestag der Unabhängigkeit Brasiliens von Portugal errichtet werden. Krisen und die Machtübernahme durch Getúlio Vargas 1930 verzögerten die Fertigstellung. Es wurde schließlich erst 1954 anlässlich des 400. Jubiläums der Stadtgründung eingeweiht.
Das Denkmal ist den Bandeirantes (deutsch Flaggenträger) gewidmet. Sie formten Expeditionstrupps aus Portugiesen und afrikanischen sowie indigenen Sklaven, die ab dem 17. Jahrhundert auf der Suche nach Bau- und Ackerland, Bodenschätzen sowie weiteren Sklaven das brasilianische Landesinnere erkundeten und erschlossen. Sie zogen entlang der Flüsse bis zum Río de la Plata und zum Amazonas. Viele Bandeirantes brachen in São Paulo auf.

## Gestaltung
Das 12 m hohe und 43 m lange expressionistische Denkmal aus grauem Granit liegt auf der Achse Avenida Pedro Álvares Cabral / Avenida Brasil, wodurch der Eindruck entsteht, der Trupp bewege sich im Straßenverlauf in Richtung Norden. Die Menschenreihe wird von zwei Männern zu Pferd angeführt. Ihnen folgen weitere Männer und eine Frau mit Baby auf dem Arm. Alle Figuren sind weitestgehend nackt. An der Physiognomie erkennt man, dass es sich um unterschiedliche Ethnien handelt. Die hintere Hälfte besteht aus einem Kanu, das von der Gruppe gezogen wird. Kreuzanhänger um die Hälse der Sklaven verweisen auch auf die Missionierung der Urbevölkerung. Zu Füßen der Pferde findet sich eine in den Granit gravierte Karte Brasiliens, auf der die Routen der Bandeiras ins Landesinnere eingezeichnet sind. Um den Sockel herum sind noch weitere Lobeshymnen auf die Bandeiras zu finden.

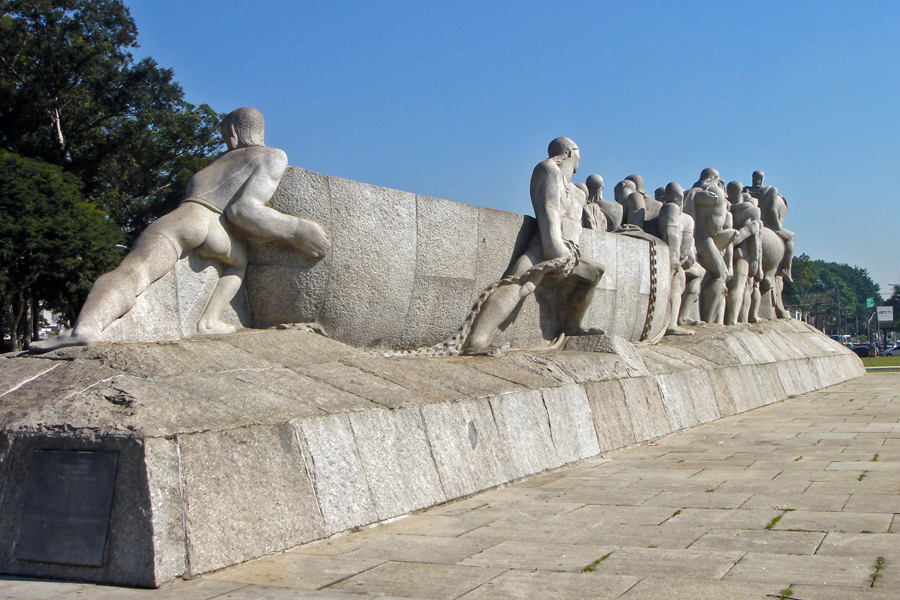
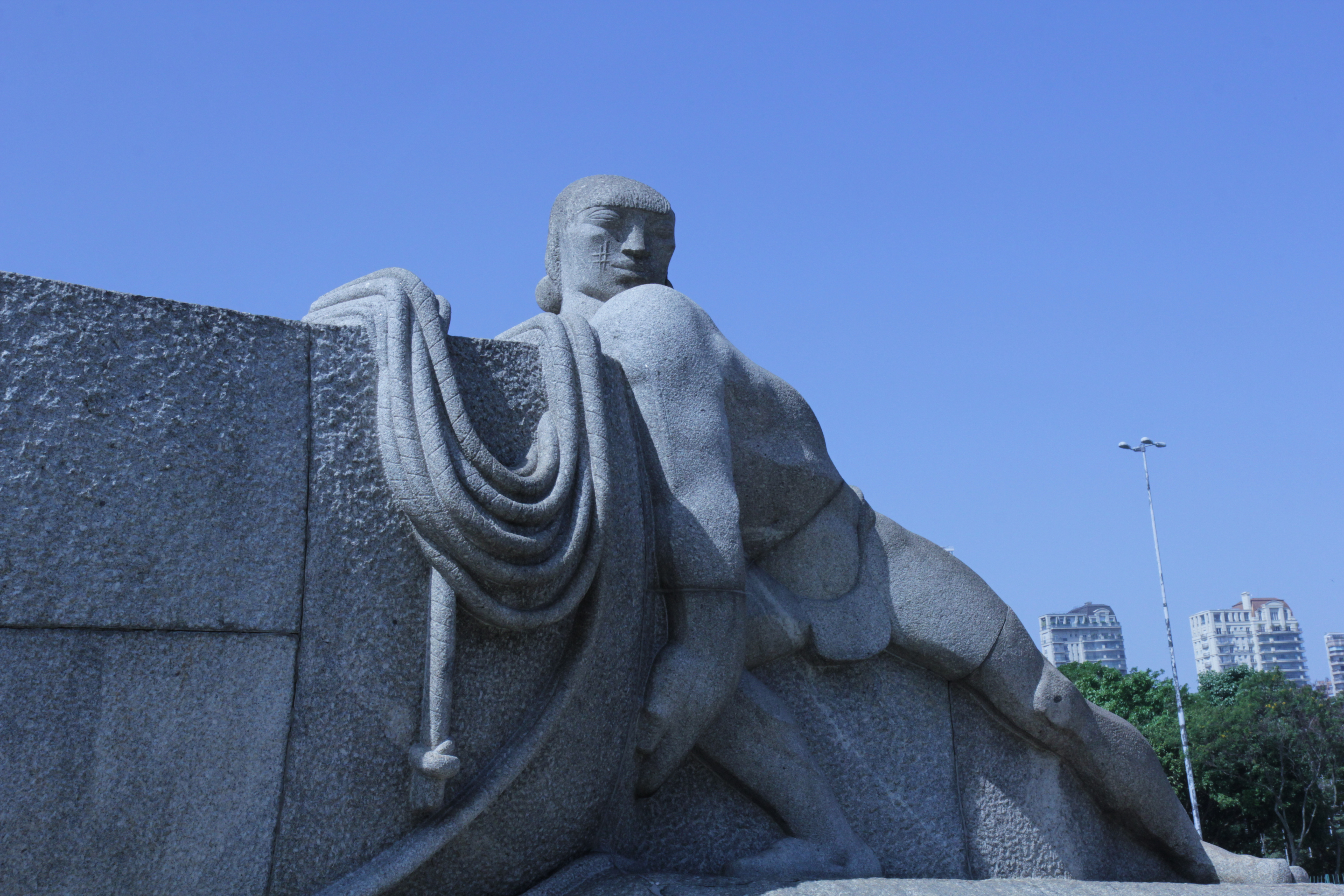
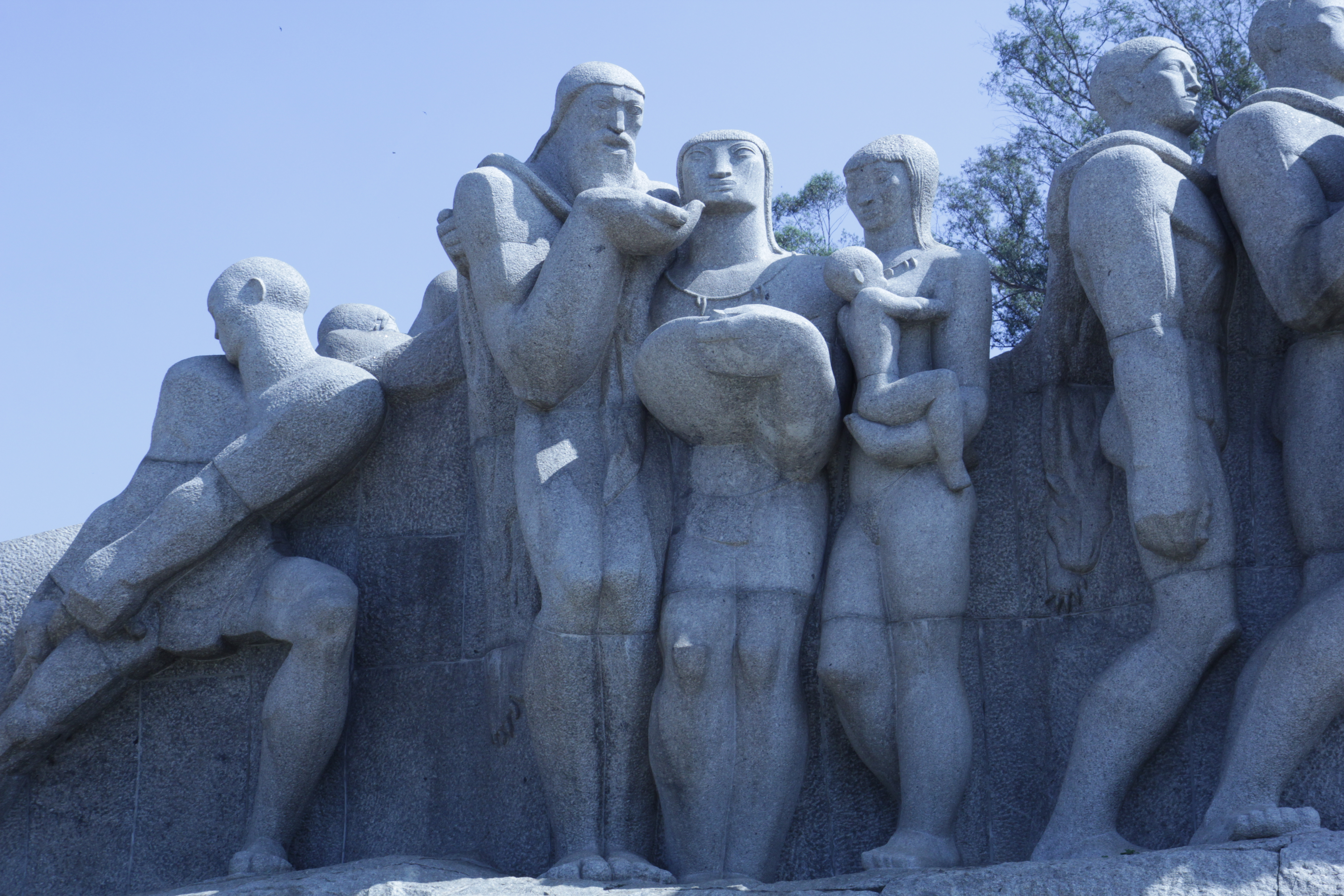
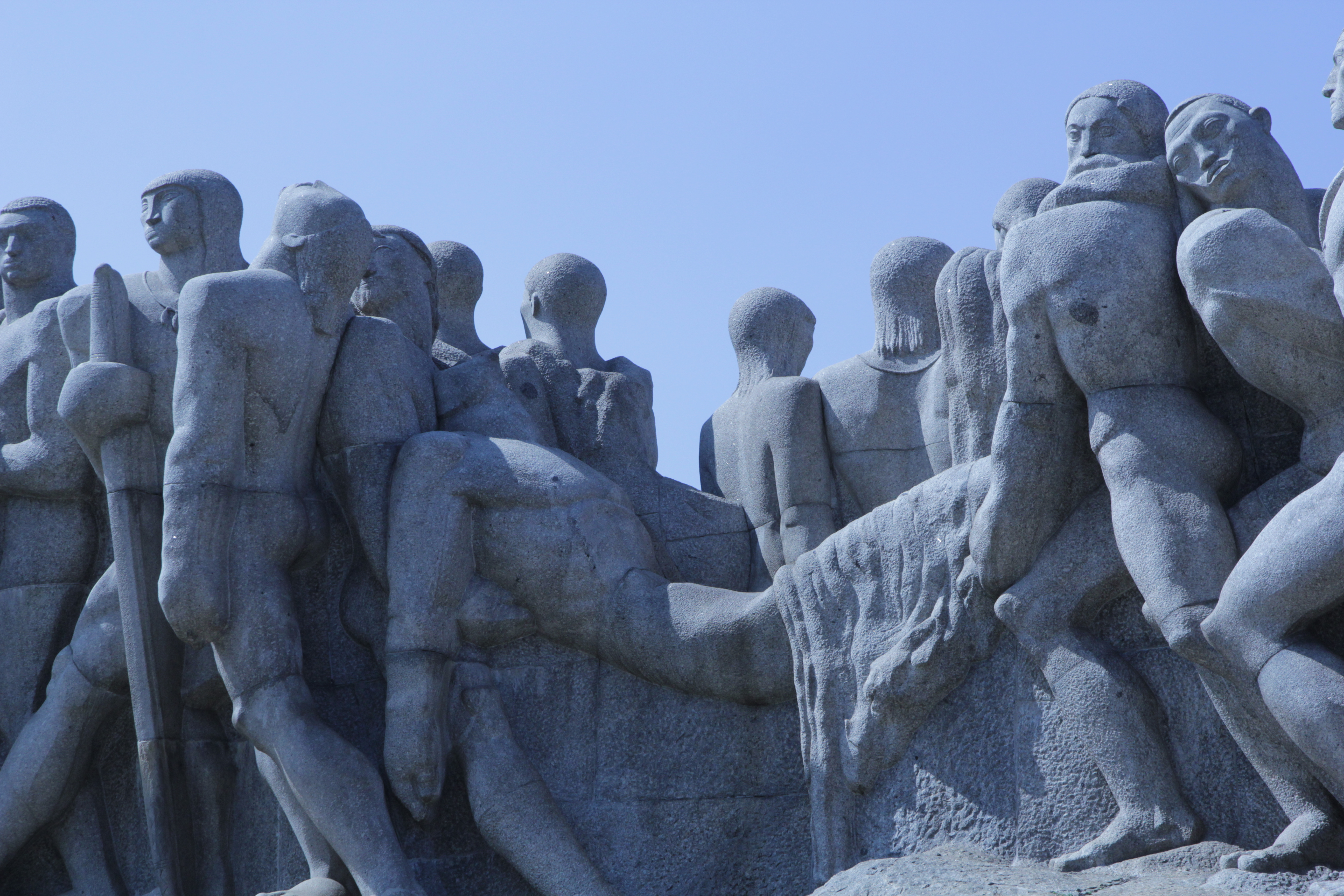
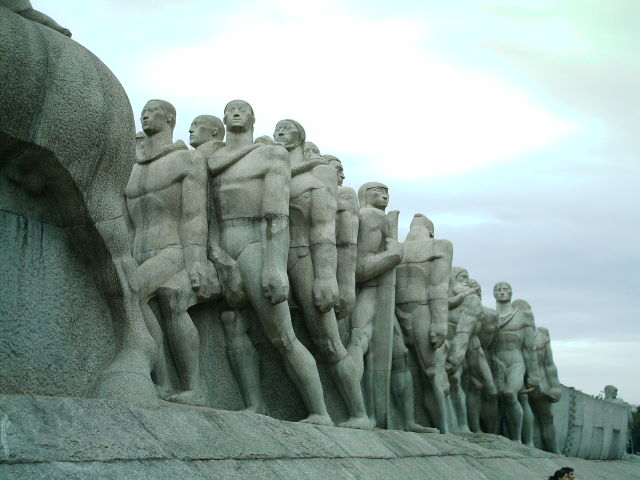
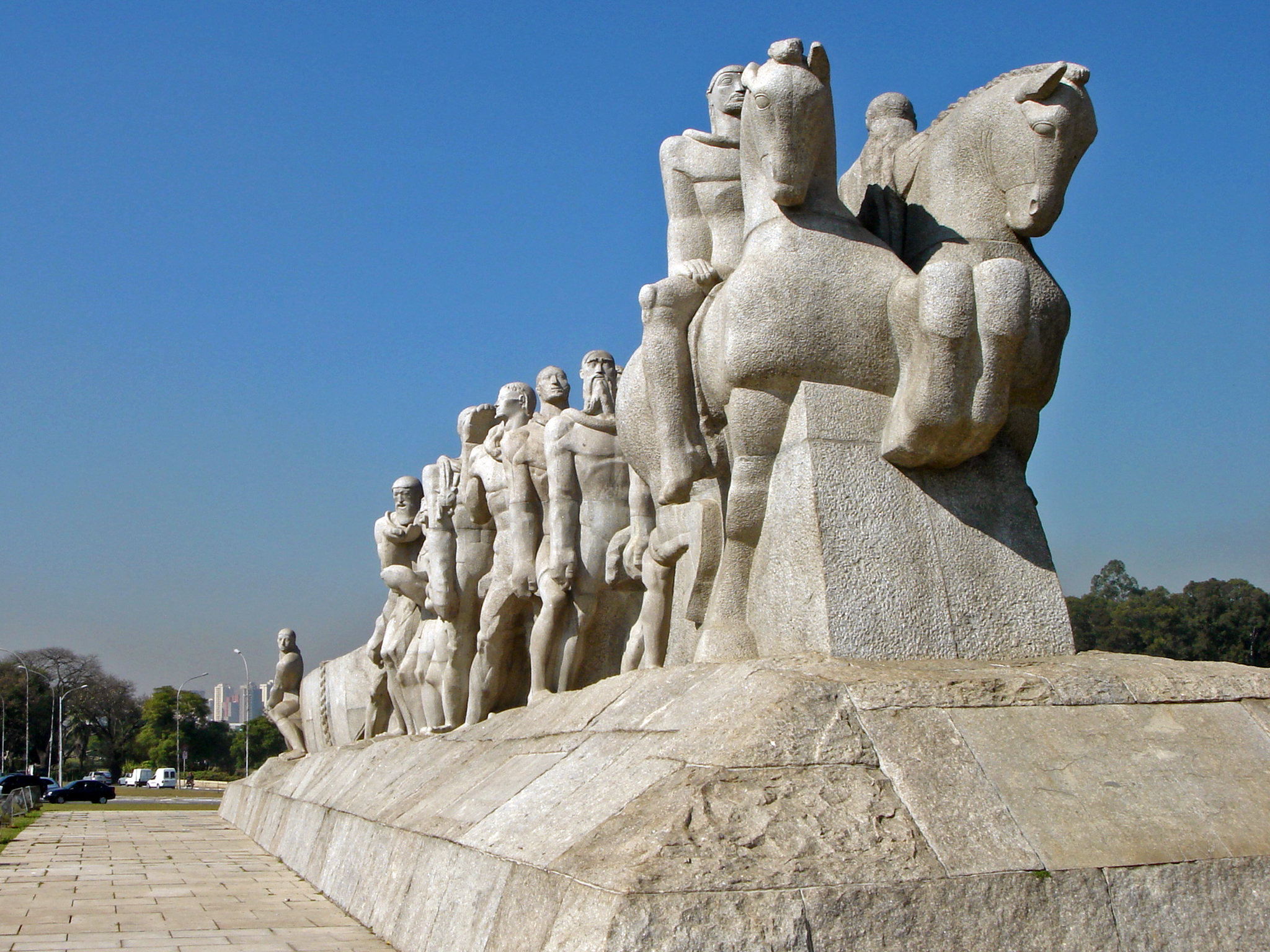

## Öffentliche Wahrnehmung

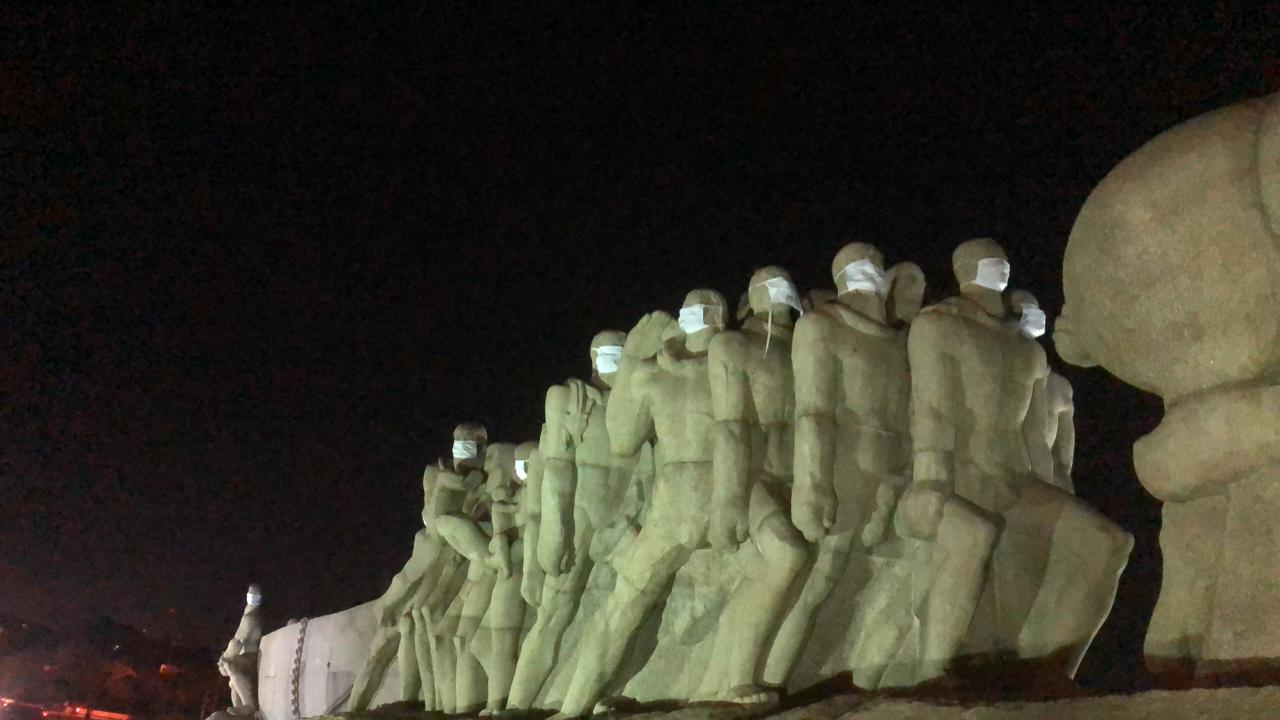
Figuren mit Mund-Nasen-Schutz im Mai 2020

Das Denkmal hat verschiedene Spitznamen. So wird es Empurra-Empurra („Schieben-Schieben“) genannt, als eine ironische Anspielung darauf, dass sich das Boot trotz der aufgewendeten Kraft nicht vorwärtsbewegt. Der Name Deixa que eu empurro („Lass mich schieben“) bezieht sich darauf, dass sich offenbar nur die hinterste Person durch das Schieben aktiv am Transport des Schiffes beteiligt. Die Seile der anderen Figuren sind nicht gespannt.
Das Denkmal ist auch sonst sehr präsent im Stadtbild. Zur Fußball-Weltmeisterschaft 2014 wurde es in Grün und Gelb angestrahlt. Am 26. April 2017 bekamen die Figuren einen Gehörschutz aufgesetzt, um auf die Lärmbelästigung in Großstädten aufmerksam zu machen. Am 12. Mai 2020 bekamen das Monumento und 15 weitere Denkmäler in São Paulo auf Initiative der Landes- und Stadtregierung OP-Masken aufgesetzt, um auf deren Nutzen im Zusammenhang mit der Coronapandemie aufmerksam zu machen. Wegen der extrem hohen Infektionszahlen war die Nutzung von Masken in São Paulo seit dem 7. Mai 2020 auch im öffentlichen Raum Pflicht.

## Kritik

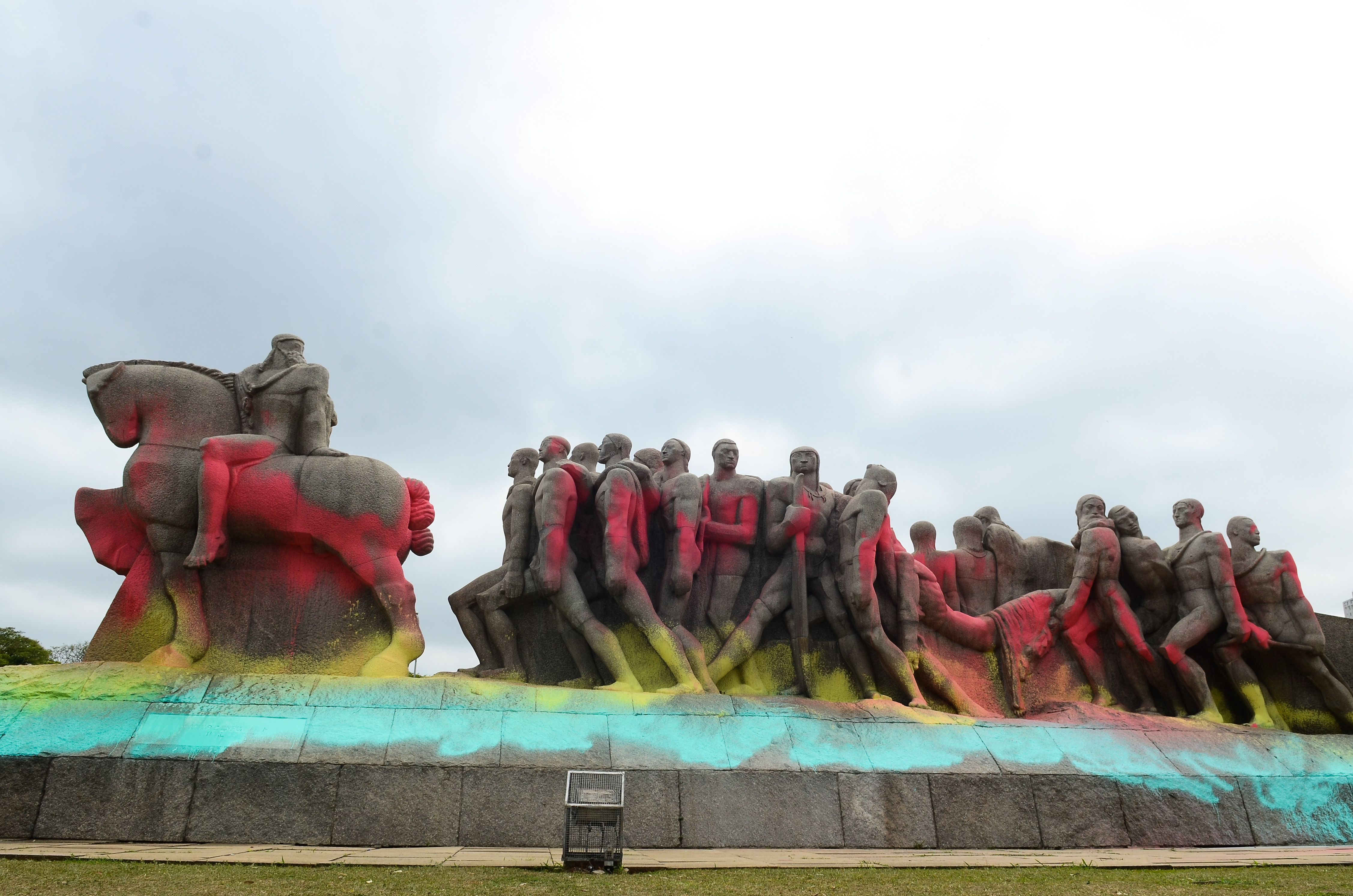
Nach dem Farbanschlag im Oktober 2016

Das Monumento às Bandeiras erfuhr jedoch neben weiteren Denkmälern in den letzten Jahren auch immer wieder Kritik. Die Denkmäler werden von der indigenen Bevölkerung Brasiliens als Affront empfunden, weil sie das Blutvergießen und die Ausbeutung ihrer Vorfahren ausblenden und die Täter als Helden darstellen. Im Oktober 2013 wurde das Denkmal mit roter Farbe beschmiert, die auf das vergossene Blut der Ureinwohner aufmerksam machen sollte.
Im Zusammenhang mit der Tötung George Floyds und der Black-Lives-Matter-Bewegung wurden Kritiken erneut laut. Kurz nachdem am 24. Juli 2021 das Denkmal für den Bandeirante Borba Gato bei einer Protestaktion in Flammen aufging, veröffentlichte das brasilianische Nachrichtenportal Universo Online eine Liste mit 14 Denkmälern São Paulos, die inzwischen als moralisch anfechtbar gelten.
Die aus dem wiederholten Vandalismus resultierenden Reinigungskosten sorgen ebenfalls für Kritik. So betrugen im Oktober 2016 die von der Stadt getragenen Reinigungskosten nach einem weiteren Farbanschlag 37.000 Real (ca. 6.000 €).